# Remigia obscurior
Remigia obscurior är en fjärilsart som beskrevs av Embrik Strand 1917. Remigia obscurior ingår i släktet Remigia och familjen nattflyn. Inga underarter finns listade.